# Schlacht von Tabfarilla
Die Schlacht von Tabfarilla war eine kriegerische Auseinandersetzung zwischen den Almoraviden und dem Berberstamm der Dschudala. Sie fand im Frühjahr 1056 (21. März bis 19. April) in Tabfarilla bei Azougui im Zentrum Mauretaniens statt (im islamischen Kalender Jahr 448 nach der Hidschra). Sie endete mit einer Niederlage der Almoraviden.

## Vorgeschichte
Im Jahr 1053 hatten die Almoraviden unter dem Befehl ihres ersten Emirs Yahya ibn Umar aus dem Stamm der Lamtuna die von den Zanata (Magrawa) beherrschte und im Tafilalt Marokkos gelegene Handelsstadt Sidschilmasa unter hohen Verlusten erobert. Im folgenden Jahr wandten sie sich nach Süden und nahmen das am anderen Ende der Transsahararoute befindliche Aoudaghost ein, dessen Statthalter ebenfalls Zanata waren, die aber im Dienst des Reiches von Ghana standen. Da die Herrschaft über Sidschilmasa aber schon nach kurzer Zeit wieder verlorengegangen war, mussten die Wüstenkrieger der Almoraviden sich wieder nach Norden wenden. Dies widerstrebte dem Stamm der Dschudala, sie begannen zu meutern und kündigten den Kampfbund auf. Yahya ibn Umar sah sich daher gezwungen, seine Streitkräfte zweizuteilen. Er schickte seinen Bruder Abu Bakr ibn Umar nach Sidschilmasa, um die Stadt in Schach zu halten. Er selbst wollte in Richtung mauretanischer Atlantikküste, dem Stammesgebiet der Dschudala, vorstoßen, um diese, wenn nötig auch mit Gewalt, wieder in den Kampfbund zu ziehen.

## Schlacht
Als Yayha ibn Umar die von seinem Bruder Yannu ibn Umar erbaute Festung Ardschi (oder Arji) bzw. Azougui in der heutigen Region Adrar Mauretaniens erreichte, begann er an seiner eigenen Stärke zu zweifeln und schickte daher ein Hilfsersuchen an den verbündeten islamisierten König War Jabi von Takrur im Senegal. Ob dessen von seinem Sohn Labi angeführtes Hilfsaufgebot noch rechtzeitig in Azougui eintraf ist unklar, denn die Dschudala hatten mittlerweile mit rund 30.000 Kriegern die Initiative ergriffen. Sie belagerten Yahyas Heer und zwangen ihm eine Entscheidungsschlacht im nahegelegenen Tabfarilla auf. Die Schlacht, in deren Verlauf Yahya getötet wurde, endete für die Almoraviden in einem schrecklichen Debakel. Einzelheiten über Truppenstärken, den genauen Hergang der Schlacht und auch die genaue Lage des Schlachtfeldes sind jedoch leider nicht bekannt.

## Nachspiel
Trotz dieser schrecklichen Niederlage sollte es Abu Bakr ibn Umar, der von Abdullah ibn Yasin nach der verlorenen Schlacht zum zweiten Emir der Almoraviden ausgerufen worden war, gelingen, Sidschilmassa erneut einzunehmen, die Zanata zu vertreiben und schließlich in den 1070ern ganz Marokko unter seinen Einfluss zu bringen.